# Leão II da Arménia
Leão II da Arménia(PE) ou Armênia,(PB) cognominado o Grande, Լեւոն Ա Մեծագործ em arménio, Levon Metsagorts ou Levon Medzakordz por transliteração (1150 - 2 ou 5 de Maio de 1219), foi Príncipe das Montanhas desde 1187 e o primeiro rei arménio da Cilícia, desde 6 de Janeiro de 1199 até à sua morte. Filho do marechal Estêvão da Arménia com Rita de Barbaron, era neto do príncipe Leão I da Arménia e de Smbat de Barbaron, e fez parte da dinastia dos rubênidas (descendentes de Ruben I).
Poderoso governante, reconstruiu Sis, que se tornaria na capital do Reino Arménio da Cilícia até 1375. Adoptou os Assizes de Antioquia como a lei do reino, tendo-os traduzido para a língua arménia, presidia a uma corte educada e apoiava a caligrafia e as artes. Incentivou o comércio com as repúblicas de Veneza e Génova, abrindo os portos de Ayas e Corícia ao mundo. Aliou-se aos Cavaleiros Teutónicos e à Ordem do Hospital, mas expulsou os Templários do seu reino. Conquistou Heracleia e Caramânia aos turcos seljúcidas em 1211 e manteve-se na posse destas cidades por cinco anos.

## Primeiros anos
O pai de Leão foi assassinado pelo governador bizantino da cidade de Tarso em 1165 e, quando Teodoro II morreu, o seu outro tio Melias assassinou o legítimo herdeiro Ruben II para tomar o poder, com a ajuda do emir Noradine. Devido à impopularidade de Melias, Leão e principalmente o seu irmão Ruben rapidamente se tornaram figuras chave na oposição ao tio. Por motivos de segurança, refugiaram-se com o seu tio materno Paguran de Barbaron.
Em 15 de Maio de 1175 os barões arménios assassinaram Melias em Sis e chamaram Ruben para assumir o trono. Leão acompanhou o irmão e apoiou-o durante o seu reinado, tendo-se tornado Regente e Tutor das sobrinhas Alice e Filipa. Em 1182, Ruben foi aprisionado pelo príncipe Boemundo III de Antioquia, devido a uma cilada deste disfarçada de diplomacia ou, segundo a crónica de Simbácio Asparapetes, enquanto visitava prostitutas nessa cidade.
Leão atacou Antioquia na tentativa de o libertar, mas apenas o conseguiu resgatar oferecendo as cidades de Mamistra e Adana. Depois de libertado, Ruben reconquistaria estas cidades. Em 1185 retirou-se para o mosteiro de Trazarg, nomeando Leão II como seu sucessor, e morreria a 3 de Fevereiro de 1187.

## Príncipe das Montanhas

O Próximo Oriente em 1190, com o Principado Arménio da Cilícia em cor-de-laranja.

Tal como o seu irmão, Leão reforçou os laços com os estados cruzados ao casar-se duas vezes com princesas latinas. A 3 de Fevereiro de 1188 desposou uma nobre chamada Isabel da Áustria. A ancestralidade desta não é clara, mas aparentemente teria origens germânicas. Apenas há a certeza de que era filha de um irmão de Sibila, a terceira esposa de Boemundo III de Antioquia. Deste casamento só nasceria uma filha em 1195, Estefânia (também chamada de Rita), que se casaria com João I de Brienne.
Com o advento da Terceira Cruzada, Leão abriu negociações com Frederico Barbarossa para lhe ser reconhecido o título de Rei da Arménia, mas o processo foi interrompido quando o germânico morreu afogado num rio da Anatólia. Este apelo ao ocidente era significativo de uma alteração na política externa arménia, que tradicionalmente via o Império Bizantino como o poder de autoridade. A 12 de Maio de 1191 Leão também teria sido testemunha do casamento de Ricardo I da Inglaterra com Berengária de Navarra celebrado no Chipre.
A aliança com os cruzados tornou-se particularmente preciosa depois de estes perderem Jerusalém para Saladino, mas o antagonismo com o Principado de Antioquia permaneceria devido a disputas fronteiriças. Em 1194 Leão conquistou o castelo de Bagras, na fronteira norte de Antioquia, que tinha sido tomado por Saladino em 1189. Boemundo III e os Cavaleiros Templários, os proprietários originais, exigiram a sua restituição. Leão atraiu Boemundo a Bagras sob o pretexto de negociações e aprisionou-o em Sis. Sob coação, Boemundo foi forçado a ceder-lhe o seu principado.
Porém, o príncipe hereditário Raimundo IV de Trípoli e o Patriarca Aimério de Limoges, apoiados pela população latina e grega de Antioquia, recusaram-se a abrir as portas da cidade e repeliram um ataque arménio. Em consequência, foi acordada uma paz e Boemundo foi libertado sob a mediação de Henrique II de Champagne, embora tenha sido forçado a abandonar qualquer pretensão à suserania da Arménia Menor. Em 1195 a paz foi selada com o casamento de Raimundo com Alice da Arménia, uma filha de Ruben III.

## Rei da Arménia Menor

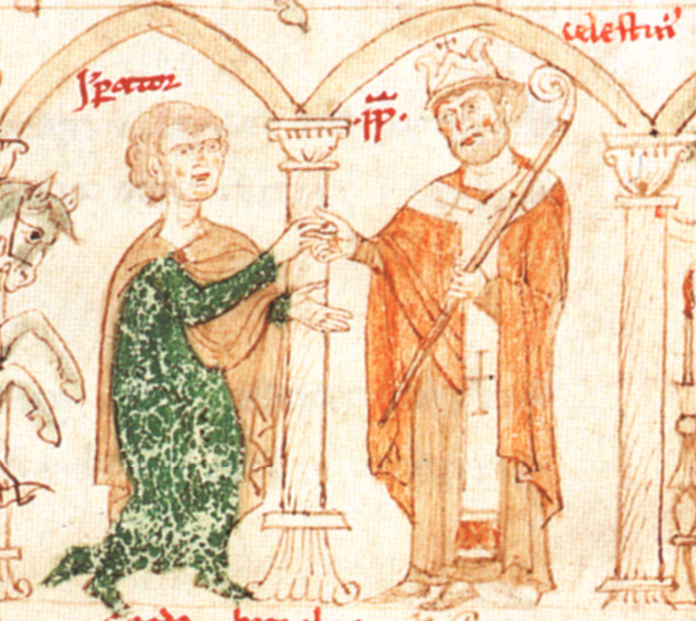
Papa Celestino III e o imperador Henrique VI da Germânia, responsáveis pelo reconhecimento da Arménia Menor como reino

Leão renovou os apelos ao novo imperador do Sacro Império Romano-Germânico, Henrique VI da Germânia, e ao papa Celestino III pelo título real. A 6 de Janeiro de 1199 viu os seus esforços recompensados ao ser coroado em Tarso pelo legado papal, o arcebispo de Mogúncia Conrado de Wittelsbach, passando a se intitular rei Leão I. Seria o papa quem lhe ofereceria o brasão de armas do Reino Arménio da Cilícia. Nominalmente continuava vassalo do Império Bizantino, mas pouco depois abandonou o reconhecimento de suserania a Constantinopla.
A partir de 1199, Leão envolveu-se nas disputas de poder pelo controlo do Principado de Antioquia. Do seu primeiro casamento, o príncipe Boemundo III de Antioquia tinha tido dois filhos: o primogénito Raimundo IV de Trípoli e o mais novo Boemundo IV de Antioquia. Boemundo IV, também já conde de Trípoli, depôs o seu pai em 1199, mas Leão II da Arménia opôs-se a Boemundo IV e restaurou Boemundo III ao poder em Antioquia.
Depois da morte de regente Raimundo IV de Trípoli em 1199 e do príncipe Boemundo III de Antioquia em 1201, o filho de Raimundo IV, Raimundo-Ruben de Antioquia era pretendente devido à primogenitura do seu pai; no entanto, Boemundo IV conseguiu ser reconhecido como príncipe de Antioquia. Leão tentou tomar o principado em 1203 para colocar Raimundo-Ruben no trono, mas foi derrotado pelos Cavaleiros Templários, aliados a Boemundo IV.

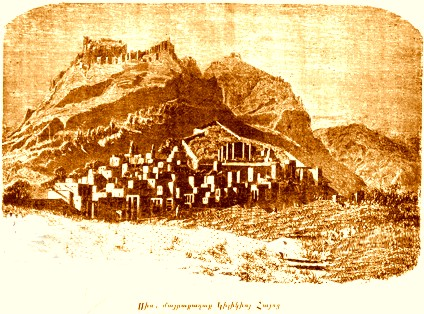
Ruinas de Sis, estabelecida como capital do Reino Arménio da Cilícia por Leão II.

Em 1206, o católico João de Sis acusou Isabel da Áustria, rainha consorte de Leão II, de adultério. Leão executou vários membros da família da esposa e entrou em conflito armado com ela. O casamento seria anulado, Isabel foi aprisionada a 28 de Janeiro na fortaleza de Vahka, onde foi envenenada em 1207. De notar que a partir de 1199 Boemundo III de Antioquia foi excomungado e intimado a separar-se da sua esposa Sibila, tia de Isabel da Áustria; a aliança matrimonial deixara de ser útil, e a situação foi agravada por não terem nascido varões neste casamento. A 28 de Janeiro de 1210 casou-se em segundas núpcias no Chipre com a princesa Sibila de Lusignan, filha do rei Amalrico II de Jerusalém. Da união nasceu uma filha, Isabel de Arménia (ou Zabel), a 27 de Janeiro de 1216.
Leão continuou a apoiar as pretensões de Raimundo-Ruben, que casara em 1210 com Helvis de Lusignan, outra filha de Amalrico II (pela sua primeira esposa), e procedeu à coroação deste seu protegido como Rei Junior da Arménia a 15 de Agosto de 1211. No entanto, os aliados de Boemundo IV, incluindo os Templários, e o emir aiúbida de Alepo Malik az-Zahir adiaram as tentativas de expulsar Boemundo da cidadela de Antioquia, apesar de Leão ter conseguido entrar na cidade por diversas vezes.
Nos últimos anos da sua vida, o rei sofreu de deformações nas mãos e pés, provavelmente um sintoma de gota. Em 1216, com o auxílio da Ordem do Hospital, finalmente conseguiu tomar a cidade e instaurar Raimundo-Ruben como príncipe, tendo então decidido que o trono arménio passaria para a sua filha Isabel e não para este. Quando morreu, a 2 ou 5 de Maio de 1219, Isabel tornou-se rainha, mas Raimundo-Ruben foi expulso de Antioquia e tentaria tomar a coroa arménia.

## Casamentos e descendência

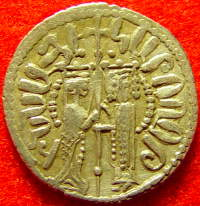
Moeda representando Isabel (ou Zabel), a filha de Leão II, e Hetum I, o segundo esposo desta e fundador dos hetúmidas, a dinastia seguinte da Arménia Menor.

Leão II da Arménia casou-se a 3 de Fevereiro de 1188 com Isabel de Antioquia, filha de um irmão de Sibila, a terceira esposa de Boemundo III de Antioquia. Deste casamento nasceria:
- Estefânia ou Rita, (1195-1220), casada com João I de Brienne

Tendo sido acusada de adultério em 1206 pelo católico João de Sis, o casamento com Isabel seria anulado. A rainha foi aprisionada a 28 de Janeiro na fortaleza de Vahka, onde foi envenenada em 1207. A 28 de Janeiro de 1210 Leão casou-se em segundas núpcias no Chipre com a princesa Sibila de Lusignan (1199 - depois de 1225), filha do rei Amalrico II de Lusignan com Isabel I de Jerusalém. Da união nasceu:
- Isabel da Arménia (27 de Janeiro de 1216 - Ked, 23 de Janeiro de 1252), sucessora do pai no trono da Arménia Menor